# Brânzari, Argeș
Brânzari este un sat în comuna Micești din județul Argeș, Muntenia, România.